# اول‌اسکلف
اول‌اسکلف (به انگلیسی: Ulleskelf) یک روستا و محله مدنی در بریتانیا است که در Selby واقع شده‌است. اول‌اسکلف ۹۸۰ نفر جمعیت دارد.